# 16 Batalion Remontu Lotnisk

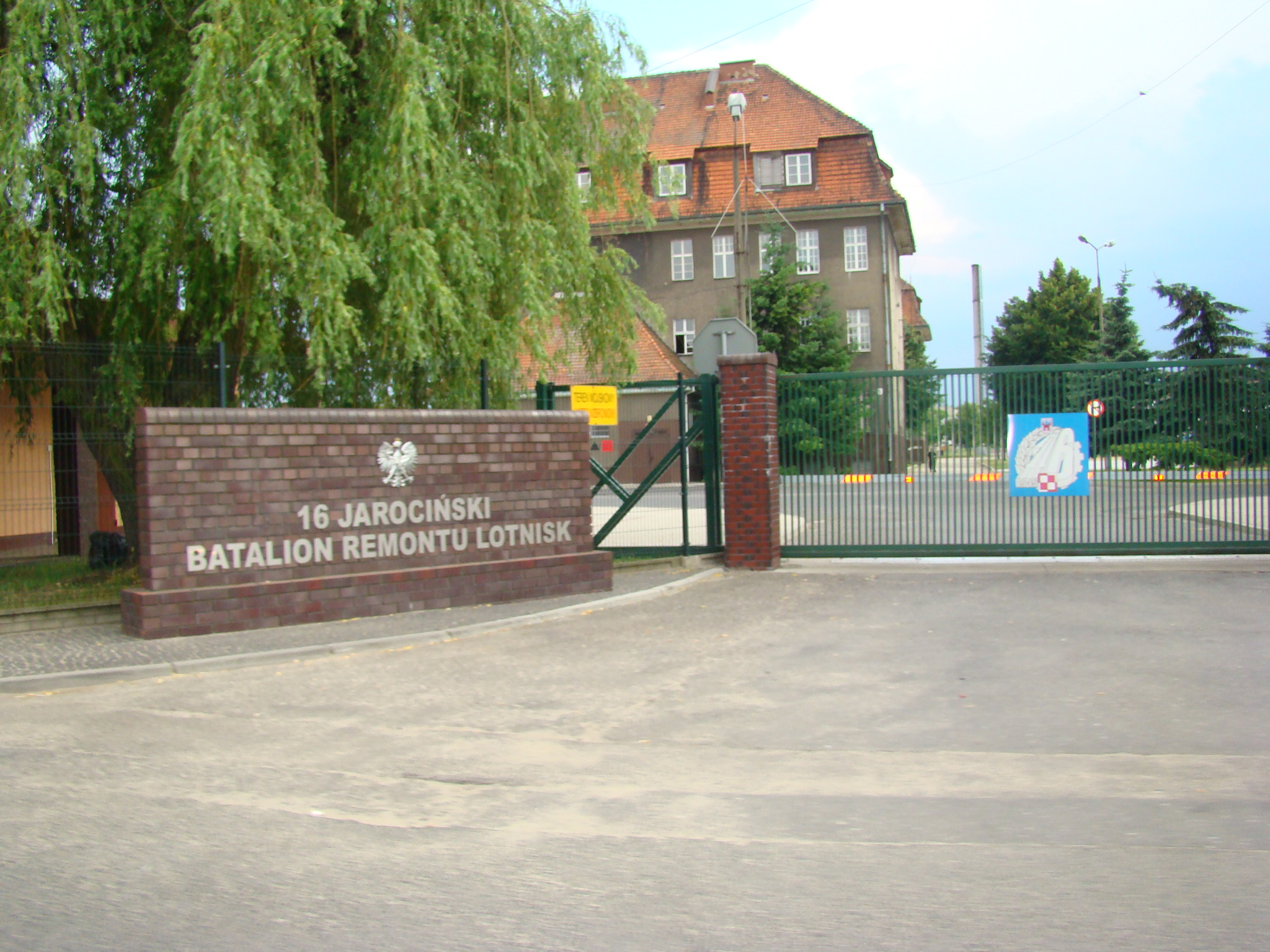
Koszary w Jarocinie

16 Jarociński Batalion Remontu Lotnisk im. gen. bryg. Stanisława Taczaka – samodzielny pododdział logistyczny Sił Powietrznych (JW 3918).

## Charakterystyka
W kwietniu 1945 w Dęblinie rozpoczęto formowanie jednostki 1 Samodzielnego Inżynieryjno-Lotniskowego Batalionu. Do sierpnia 1946 roku stacjonował w Łodzi, gdzie prowadził odbudowę lotniska. Następnie batalion przegrupował się do Oksywia z zadaniem modernizacji bazy lotniczej Gdynia-Babie Doły. Następnym garnizonem jednostki był Elbląg. W 1951 roku batalion zostaje zreorganizowany w związku z rozpoczynającą się nową erą lotnictwa wojskowego- erą samolotów napędzanych silnikami odrzutowymi. Zmienia również nazwę na 16 Batalion Budowy Lotnisk i zostaje przeniesiony do Grudziądza gdzie stacjonuje do 1957 roku, w tymże roku przegrupowuje się do Jarocina który pozostaje jego macierzystym garnizonem do dzisiaj. W 2004 roku po kolejnej restrukturyzacji otrzymuje nazwę 16 Batalion Usuwania Zniszczeń Lotniskowych.
26 maja 2006 batalion podporządkowany został dowódcy 2 Brygady Lotnictwa Taktycznego, a z dniem 1 stycznia 2009 - dowódcy 2 Skrzydła Lotnictwa Taktycznego oraz przemianowana na 16 Batalion Remontu Lotnisk.
Z dniem 25 czerwca 2010 batalion otrzymał imię patrona – gen. bryg. Stanisława Taczaka.

## Zadania
Batalion jest logistyczną jednostką remontową przeznaczoną do realizacji przedsięwzięć zabezpieczenia lotniskowego na szczeblu operacyjnym. Głównym zadaniem batalionu jest odtwarzania zdolności eksploatacyjnej uszkodzonych lotnisk (dróg startowych i dróg kołowania). Batalion składa się z dowództwa, sztabu, kompanii usuwania zniszczeń lotniskowych, kompanii zabezpieczenia oraz pododdziałów logistycznych.

## Dowódcy batalionu
- ppłk Marian Borowiak[4];
- od listopada 2012 - 28 kwietnia 2017 - ppłk Andrzej Galan[4][5]
- od kwietnia 2017 - ppłk Jarosław Grzesznik[5]
- od października 2020 - ppłk Jacek Gochno[6]